# Каллипп (стратег)
Каллипп (др.-греч. Κάλλιππος) — стратег, возглавлявший отряд афинян в битве при Фермопилах 279 года до н. э.
О Каллиппе известно из сообщения Павсания. Во время вторжения галлов на Балканы в первой половине III века до н. э. различные греческие общины направили свои военные контингенты к Фермопилам, чтобы не пропустить кельтов через этот узкий горный проход из Северной в Центральную Грецию. Каллипп возглавлял афинский отряд, включавший помимо триер тысячу пехотинцев и пятьсот всадников. Как отметил А. К. Нефёдкин, эти сведения являются последним упоминанием в литературных источниках о полевой армии Афин. По замечанию И. В. Вострикова, роль Афин в борьбе с галатами оказалась достаточно скромной, хотя вопрос о достоверности указанной Павсанием численности остаётся открытым. Когда галлы смогли обойти обороняющихся греков, афиняне на своих кораблях вывезли оставшихся членов эллинского ополчения, после чего все возвратились в свои города.
Согласно Павсанию, художник Отльбиад написал портрет Каллиппа.